# Кари Малис
Кари Банкс Малис (енгл. Kary Banks Mullis; Ленор, 28. децембар 1944 — Њупорт Бич, 7. август 2019) био је амерички научник, добитник Нобелове награде за хемију 1993. године.

## Биографија
Рођен је 28. децембра 1944. године у Ленору, у Северној Каролини. Његови родитељи су били фармери из руралних подручја. Као дете, био је фасциниран посматрањем животиња и инсеката у природи. Одрастао је у Колумбији, Северна Каролина, где је похађао средњу школу Дрехер.
Стекао је и титулу магистра биохемије на Универзитету Калифорнија у Берклију 1972. Своје истраживање је усредсредио на синтезу структуре протеина.
Нобелову награду је добио због тога што је изумео технику Реакције ланчане полимеризације (Пи−Си−Ар), а поделио је Нобелову награду 1993. са Мајклом Смитом. Исте године је освојио Јапанску награду.
Касније су Малиса критиковали такозвани мејнстрим медији због ширења идеја на подручја у којима није био стручњак. Оптужен је за ширење теорије порицања АИДС-а, као и за порицање глобалног загревања и наводно због веровања у астрологију.
Три пута се женио и има троје деце. Преминуо је 7. августа 2019. године од последица упале плућа, у месту Њупорт Бич, у Калифорнији.

## Реакција ланчане полимеризације
Методу је створио и разрадио децембра 1983. За ово откриће је 1993. добио Нобелову награду за хемију, седам година након објављивања првобитних идеја о методи. Малисова замисао је била да развије процес помоћу којег би се вештачким путем увећавао број молекула ДНК у циклусима репликације омогућеним ензим ДНК полимеразе. ДНК полимераза се природно јавља у живим организмима, у којим има функцију да копира ДНК када се ћелија дели током митозе и мејозе. Полимераза копира тако што се веже на један, од два полинуклеотидна ланца које чине ДНК, и ствара ланац комплементаран оригиналу. У Малисовој првобитној методи ензим је коришћен у контролисаном окружењу ван организма. Два полинуклеотидна ланца ДНК који су спирално увијени један око другог би се прво раздвојили грејањем молекула до 96 °C. Међутим при овој температури ензим који је у оно време коришћен бивао је уништен, те је ензим морао бити поново додат након сваког циклуса. Малисова првобитна замисао је била веома неефикасна, јер је захтевала пуно времена, огромне количине ДНК полимеразе и сталну пажњу током целог процеса. Касније, оригинална метода ПЛР (PCR) је значајно побољшана употребом ДНК полимеразе нађене код термофилних бактерија које живе у гејзирима на температурама од преко 110 °C. ДНК полимераза узета од оваквих организама је довољно стабилна при високим температурама и не долази до уништења када се користи током ПЛР процеса. Како није било више потребе додавати нове ензиме ДНК полимеразе након сваког циклуса да замени ензиме уништене температуром, цео процес копирања ДНК молекула је постао једноставнији и бржи.
Пошавши од првобитне идеје, Малис је претпоставио да може постићи умножавање специфичног дела ДНК молекула који лежи између два региона чија је секвенца позната. Селекција специфичног дела ДНК молекуле постиже се применом олигонуклеотидних прајмера, кратких ДНК секвенци (20–30 нуклеотида) које су комплементарне крајевима дефинисане секвенце. У типичној ПЦР реакцији учествују два прајмера синтетизирана у 5’→3’–правцу, тако да се на њиховом 3’–крају налази дезоксирибоза са слободном –OH–групом и обично се обележавају са Ф (за напред) и Р (за назад). На температури од 95 °C пуцају водоникове везе које одржавају дволанчану структуру молекула чији се део умножава (ДНА = матрица) те се она денатурише. Спуштањем температуре стварају се услови за ренатурацију, али и за формирање хибридних молекула матрица–прајмер. ДНК Пол I проналази такве хибриде и под одговарајућим условима каталује везивање фосфатне групе дезоксинуклеотид–3–фосфата за 3’–OH–групу дезоксирибозе прајмера према константи комплементарности. Резултат је синтетисан наспрамни ланац комплементаран матрици који може да послужи као матрица другом прајмеру. Овај циклус денатурације загревањем, ренатурације хлађењем и синтезе наспрамног ланца може се понављати, а сваки новосинтетизирани ланац постаје матрица у наредном циклусу. Такође, са порастом броја циклуса експоненцијално расте број молекула специфично умножаваног дела ДНК. Теоријски број молекула циљане секвенце која се састоји од секвенце прајмера и дела ДНК молекула између прајмерских секвенци, износи 2n (n = број циклуса) за сваки молекул ДНК матрице. Такође теоријски, од једног јединог молекула се, у 30 циклуса, може добити 230–2*30 = 1.073.741.764 циљаних фрагмената. Понављање циклуса може бити ефикасно све док не настане дефицит неке од компоненти (прајмера, нуклеотид–3–фосфата или ензима). Зависно од сврхе реакције, величине умножаваног дела ДНК и жељене концентрације, типична ПЦР реакција се одвија у 30–40 циклуса.